# Gíallchad
Giallchad, fils de Ailill Olcháin, fils de Sírna Sáeglach, est selon les légendes médiévales et la tradition pseudo historique irlandaise un Ard rí Érenn.

## Règne
Giallchad prend le pouvoir après avoir tué lors de la bataille de Comair Trí nUisce son prédécesseur, Elim Olfínechta,qui était le meurtrier de son grand-père il est réputé avoir obtenu que le Munster lui livre un otage pour cinq hommes. Il règne pendant neuf ans avant d'être tué à son tour à Mag Muaide par Art Imlech le fils d'Elim.
Le Lebor Gabála Érenn synchronise son règne avec celui de Phraortès sur les Mèdes (665-633 av. J.-C.). La chronologie de Geoffrey Keating Foras Feasa ar Éirinn date son règne de 786-777 av. J.-C., et les Annales des quatre maîtres de 1023-1014 av. J.-C..
Son fils est Nuadu Finn Fáil.

## Source
- (en) Cet article est partiellement ou en totalité issu de l’article de Wikipédia en anglais intitulé « Gíallchad » (voir la liste des auteurs), édition du 8 avril 2012.